# Le Miracle de la neige (Le Pérugin)

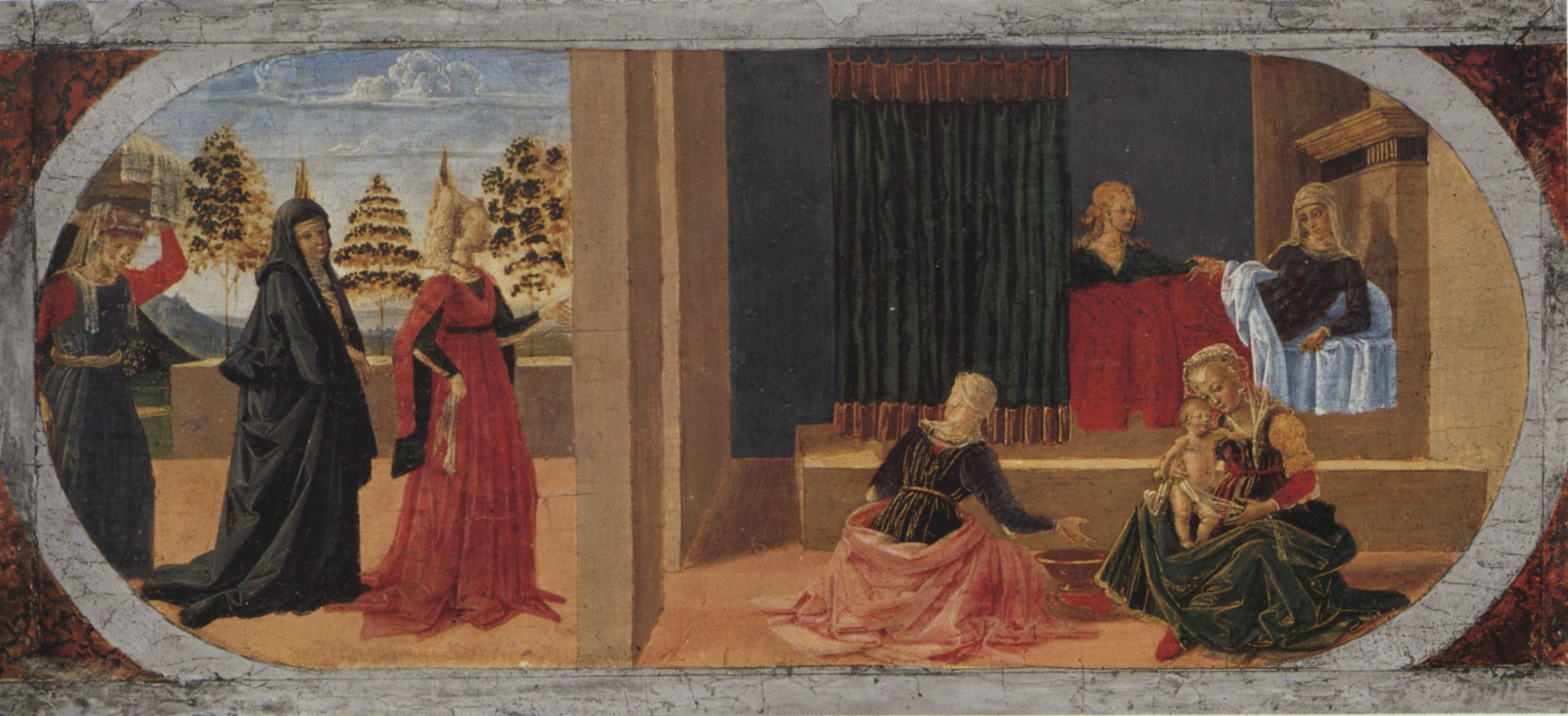
La Naissance de la Vierge

Le Miracle de la neige (en italien : Miracolo della neve) est une tablette peinte à tempera sur bois (18,7 × 40 cm) du Pérugin, datant de 1472 environ, conservée à Polesden Lacey, une ville près de Guildford dans le Surrey Grande-Bretagne.
La tablette faisait partie de la prédelle d'un retable perdu dédié à la Vierge de laquelle faisait aussi partie La Naissance de la Vierge aujourd'hui conservée à la Walker Art Gallery de Liverpool.

## Histoire
L'œuvre faisait partie d'un ensemble aujourd'hui perdu, témoignant de commandes importantes au jeune Pérugin depuis peu de temps actif à Florence.
Le petit panneau se trouvait dans la chapelle Pucci dans la basilique della Santissima Annunziata à Florence où il a été acheté avec son pendant par John Campbell, comte di Cawdor en 1786.
En 1804, les deux panneaux furent séparés lors d'une vente à Londres et celui de la Nativité fut cédé pour le prix de neuf guinées à la collection Roscoe avec une attribution à Masaccio, tandis que le Miracle rejoignit les collections à Polesden Lacey.
Il a été aussi envisagé que l'œuvre fasse partie de la prédelle de la Madonna di Piazza de l'atelier d'Andrea del Verrocchio.

## Thème
La scène est issue de l'iconographie chrétienne : la présence de la Vierge Marie au cours d'un miracle dont elle est la figure d'intercesseur.

## Description
La scène est encadrée par une corniche ovale en faux marbre rouge et blanc. Sur le haut, dans un nimbe lumineux, La Vierge Marie ouvre les bras pour faire miraculeusement neiger sur la ville de Rome au mois d'août. Les flocons de neige dessinent le plan de la Basilique Sainte-Marie-Majeure que le pape Libère s'apprête à fonder une bêche à la main, entouré d'une foule de curieux.
L'iconographie de la peinture est traditionnelle mais le Pérugin, en accord avec le goût spirituel florentin de l'époque, accentua les édifices classiques de l'arrière-plan, reconstruisant une Rome idéale du IVe siècle, avec des temples, des portiques ainsi qu'une colonne honoraire.

## Analyse
Par rapport au panneau de la « Nativité », la peinture semble être plus conventionnelle, avec des plis de drapés plus simples et sans l'effet d'ombre/lumière qui permettait de représenter le sujet contemporanément « suspendu » entre la représentation d'un intérieur et d'un extérieur.
Par contre, la coloration est analogue, avec un sentiment de calme et de silence et une élégante procession de personnages aux attitudes gracieuses.

## Sources
- (it) Cet article est partiellement ou en totalité issu de l’article de Wikipédia en italien intitulé « Miracolo della neve (Perugino) » (voir la liste des auteurs).